# Никифор Уран
Никифор Уран (бл. 950 — бл. 1010) — державний та військовий діяч, дипломат, військовий теоретик, письменник і поет Візантійської імперії.

## Життєпис
Походив зі знатної столичної родини Уранів, що була тісно пов'язана з бюрократичними колами. Про батьків немає відомостей. Народився близько 950 року. Здобув гарну освіту в Магнаврській школі, уславився знання класичної літератури та давньогрецької міфології. Наставником Урана був Симеон Метафраст. Ймовірно розпочав кар'єру при імператорському дворі завдяки підтримці старшого родича протоспафарія і асикріта Василя Урана. Близько 970 року розпочав службу в імператорській канцелярії. Згодом отримав ранг анфіпата.
Вперше письмово згадується у 980 році. На той час Никифор Уран обіймав посаду епітон каніклія (хранителя імператорської чорнильниці, тобто особистого секретаря імператора) з титулом патрикія. В цей час стає одним з радників молодого імператора Василя II.
У 980 році очолював посольство до Багдадського халіфа з метою повернення втікача Барда Скліра, що підняв заколот у 976 році, але зазнав поразки у 979 році. Тут провів перемовини з фактичним володарем халіфату — еміром Адуд ад-Даулою (з династії Буїдів). У 982 році Никифор Уран знаходився серед тих, хто приймав посольство Аббасидського халіфату. У 983 році знову прибув до Багдаду, де намагався викупити скліра. Втім через інтриги паракімонена Василя лакапіна це не вдалося (останній скомпрометував Урана перед Буїдами).
Зрештою наближеність до імператора призвела до конфлікту з впливовим паракімоненом Василем Лакапіном. Никифор Уран разом з родами Врингів, Синадін та Каматир боровся проти Лакапіна з його прихильниками. У 985 року вдалося усунути від посад Василя Лакапіна. Новим паракімоненом стає Никифор Уран, фактично очоливши цивільну адміністрацію.
У 986 року отримав титул магістра. Деякий час боровся з прихильниками усунутого від влади Василя Лакапіна. Потім провів реформування столичних органів цивільного управління. 987 році на прохання Афанасія призначається цивільним епітропом (опікуном) Великої Лаври на Афоні.
У 997 році внаслідок поразок візантійського війська у війні з болгарським царем Самуїлом новим доместіком схол Заходу було призначено Никифора Урана. Останній енергійно взявся за справу, поступово витіснивши болгар з феми Фессалія. Бойові дії розгорнулися у фемі Еллада. У нічному бою біля річки Сперхей Никифор Уран завдав відчутної поразки болгарському війську на чолі з болгарським царем, який дістав поранення й ледве врятувався. Скориставшись цим Уран звільнив від болгарських загонів феми Пелоппонес та Еллада.
У 999 році його раптово призначають дукою феми Антіохія. Це сталося після важкої поразки колишнього дуки Даміана Далассена у битві при Апамеї проти Фатімідського халіфату (в цій битві загинув Далассен). Завдяки швидким та вправним діям Урана вдалося не втратити Антіохію та усю фему. Втім бойові дії тривали до 1001 року, коли було укладено 10-річне перемир'я з Фатімідами. Водночас дипломатично зумів попередити повстання бедуїнських племен нумеритай та атафітай проти імперії.
1000 року брав участь під орудою імператора у поході на Кавказі, де без бою було приєднано грузинське князівство Тао-Кларджеті. В цей час фактично Уран став виконувати обов'язки доместіка схол Сходу, оскільки після повстання Барди Фоки на цю посаду імператор Василь II більше нікого не призначав. У 1001—1002 роках очолював війська, що захищали нещодавно приєднані землі Тао. 1002 року завдав рішучої поразки Гургену II, царю Картлі, завдяки чому припинено бойові дії.
У 1005 році виступив проти бедуїнських племен тагліб, нумайр і кілаб на чолі з Ахмад ібн аль-Хусейном на прізвисько Аль-Асфар, який діяв в Сирії. Того було остаточно переможено у битві 1007 року. Разом з тим у містах Сирії та Кілікії створив військові бази, де знаходилися комори з харчами, військове обладнання. Відбулася значна розбудова Антіохії. Помер Никифор Уран близько 1010 року.

## Творчість
У доробку Никифора Урана є декілька агіографічних і поетичних творів: «Житіє преподобного Симеона Стовпника Дивногорця», «Мартирій св. великомученика Феодора Тирона», «Епітафія на смерть молодого філософа», «Монодія на смерть логофета Симеона», алфавітний акростих.
Відомо також 50 листів Урана різним адресатам, що дає уявлення про тодішні погляди та суспільні відносини Візантії. Листи відрізняються вишуканим стилем, наповненні посиланнями на класичну літературу та античну міфологію.
У 1000—1007 роки було складено об'ємну компіляцію з візантійських військових трактатів IX—X ст., що отримала назву «Тактика Никифора Урана». Від твору залишилися тільки фрагменти з 178 глав, що розкидано у 2 рукописах. Є важливим джерелом з дослідження візантійського військового мистецтва.